# Centro Feminista de Estudos e Assessoria
Centro Feminista de Estudos e Assessoria (Cfemea) é uma organização não-governamental brasileira, fundada em 1989 e dedicada a estudos de mulheres, sobre feminismo, direitos humanos, democracia e igualdade racial.
O Cfemea atua nas áreas de política, com plataformas de apoio que permitem campanhas de fortalecimento e ampliação da participação de mulheres nos espaços de decisão e poder, na sociedade civil e no Estado; no enfrentamento da violência contra as mulheres, monitorando a implantação de políticas públicas e aprovações de leis junto ao poder público; nas áreas de afirmação de direitos sexuais e reprodutivos; no campo do trabalho e proteção sexual das mulheres e lutando pela igualdade racial.

## Histórico
A organização foi criada com base na atuação do "Lobby do Batom" durante os trabalhos da Assembleia Constituinte de 1988, formado por integrantes da bancada feminina, de movimentos feministas e do Conselho Nacional dos Direitos da Mulher. A Constituição, em seu texto final, acabou incorporando 80% das contribuições do grupo.
No ano seguinte, seis militantes que integravam a equipe técnica do CNDM resolveram fundar uma entidade para lutar pelos direitos da mulher, e fundaram o Cfemea.
Desde 1992, desenvolve o programa institucional Direitos da Mulher na Lei e na Vida que, ao longo da década, incorporou também o monitoramento das Plataformas das Conferências Mundiais promovidas pelas Nações Unidas: sobre a Mulher - Beijing'95 - e de População e Desenvolvimento - Cairo'94.
O desenvolvimento do Programa Direitos da Mulher na Lei e na Vida contribuiu de forma substancial na conquista de novos marcos legais, na definição de processos regulatórios e normativos, bem como na efetivação de algumas políticas públicas, por meio de um monitoramento sistemático do Ciclo Orçamentário da União.
A identidade da organização, ao longo de sua existência, foi construída fundamentalmente a partir da sua ação construtora de pontes entre as organizações da sociedade civil (e, mais especificamente, as organizações do movimento de mulheres) e os espaços institucionais de tomada de decisão política.
Em especial, a história do CFEMEA é marcada pela defesa da igualdade de direitos para as mulheres na legislação brasileira, por meio da sua atuação no Congresso Nacional.
Nesses 26 anos, o CFEMEA tornou-se uma referência nacional e regional para os movimentos feministas que almejam a transformação de nossas sociedades latino-americanas, tão profundamente marcadas por desigualdades sociais, mas também de gênero, raciais e étnicas. Tais desigualdades continuam sendo um entrave para a vivência plena da cidadania d@s brasileir@s, bem como para o desenvolvimento de sociedades verdadeiramente democráticas, justas e libertárias.
Em 2009, a entidade recebeu do governo brasileiro o Prêmio Direitos Humanos.